# Burchardia monantha
Burchardia monantha är en tidlöseväxtart som beskrevs av Karel Domin. Burchardia monantha ingår i släktet Burchardia och familjen tidlöseväxter. Inga underarter finns listade i Catalogue of Life.